# Chalcotropis
Chalcotropis là một chi nhện trong họ Salticidae.